# Mariasdorf
Mariasdorf (ungerska: Máriafalva) är en ort och kommun i Österrike. Den ligger i distriktet Oberwart i förbundslandet Burgenland, i den östra delen av landet, 90 km söder om huvudstaden Wien.
Kommunen består av fem orter (Ortschaften) (inom parentes invånarantal 1 januari 2024):
- Bergwerk (104)
- Grodnau (295)
- Mariasdorf (438)
- Neustift bei Schlaining (139)
- Tauchen (153)